# Shirley Bassey/Diskografie
Diese Diskografie ist eine Übersicht über die musikalischen Werke der britischen Sängerin Shirley Bassey. Den Schallplattenauszeichnungen zufolge hat sie bisher mehr als 1,7 Millionen Tonträger verkauft. Ihre erfolgreichste Veröffentlichung ist die Kompilation 25th Anniversary Album mit über 300.000 verkauften Einheiten.

## Alben

### Studioalben
| Jahr | Titel                              | Höchstplatzierung, Gesamtwochen, AuszeichnungChartplatzierungen (Jahr, Titel, Platzierungen, Wochen, Auszeichnungen, Anmerkungen) | Höchstplatzierung, Gesamtwochen, AuszeichnungChartplatzierungen (Jahr, Titel, Platzierungen, Wochen, Auszeichnungen, Anmerkungen) | Höchstplatzierung, Gesamtwochen, AuszeichnungChartplatzierungen (Jahr, Titel, Platzierungen, Wochen, Auszeichnungen, Anmerkungen) | Höchstplatzierung, Gesamtwochen, AuszeichnungChartplatzierungen (Jahr, Titel, Platzierungen, Wochen, Auszeichnungen, Anmerkungen) | Höchstplatzierung, Gesamtwochen, AuszeichnungChartplatzierungen (Jahr, Titel, Platzierungen, Wochen, Auszeichnungen, Anmerkungen) | Anmerkungen                                                          |
| Jahr | Titel                              | DE | AT | CH | UK | US | Anmerkungen                                                          |
| ---- | ---------------------------------- | --- | --- | --- | --- | --- | -------------------------------------------------------------------- |
| 1958 | Born to Sing the Blues             | — | — | — | — | — | Erstveröffentlichung: 1958                                           |
| 1959 | The Bewitching Miss Bassey         | — | — | — | — | — | Erstveröffentlichung: Juni 1959                                      |
| 1959 | The Fabulous Shirley Bassey        | — | — | — | UK12 (3 Wo.)UK | — | Erstveröffentlichung: Oktober 1959                                   |
| 1961 | Shirley                            | — | — | — | UK9 (10 Wo.)UK | — | Erstveröffentlichung: Februar 1961                                   |
| 1962 | Shirley Bassey                     | — | — | — | UK14 Silber · (11 Wo.)UK | — | Erstveröffentlichung: Januar 1962                                    |
| 1962 | Let’s Face the Music               | — | — | — | UK12 (7 Wo.)UK | — | Erstveröffentlichung: November 1962 mit The Nelson Riddle Orchestra  |
| 1965 | Shirley Stops the Shows            | — | — | — | — | US85 (9 Wo.)US | Erstveröffentlichung: Januar 1965                                    |
| 1966 | I’ve Got A Song For You            | — | — | — | UK26 (1 Wo.)UK | — | Erstveröffentlichung: August 1966                                    |
| 1968 | Twelve of Those Songs              | — | — | — | UK38 (3 Wo.)UK | — | Erstveröffentlichung: Februar 1968                                   |
| 1968 | This Is My Life                    | — | — | — | — | — | Erstveröffentlichung: Oktober 1968                                   |
| 1969 | Does Anybody Miss Me               | — | — | — | — | — | Erstveröffentlichung: August 1969                                    |
| 1970 | Something                          | — | — | — | UK5 (20 Wo.)UK | US105 (13 Wo.)US | Erstveröffentlichung: August 1970                                    |
| 1971 | Something Else                     | — | — | — | UK7 (9 Wo.)UK | US123 (24 Wo.)US | Erstveröffentlichung: Mai 1971                                       |
| 1971 | Big Spender                        | — | — | — | UK27 (9 Wo.)UK | — | Erstveröffentlichung: 1971                                           |
| 1971 | What Now My Love                   | — | — | — | UK17 (5 Wo.)UK | — | Erstveröffentlichung: 1971                                           |
| 1972 | I, Capricorn                       | — | — | — | UK13 (11 Wo.)UK | US94 (13 Wo.)US | Erstveröffentlichung: Februar 1972                                   |
| 1972 | And I Love You So                  | — | — | — | UK24 (9 Wo.)UK | US171 (8 Wo.)US | Erstveröffentlichung: Oktober 1972                                   |
| 1973 | Never, Never, Never                | — | — | — | UK10 Silber · (10 Wo.)UK | US60 (19 Wo.)US | Erstveröffentlichung: Mai 1973                                       |
| 1974 | Nobody Does It Like Me             | — | — | — | — | US142 (6 Wo.)US | Erstveröffentlichung: August 1974                                    |
| 1975 | Good, Bad But Beautiful            | — | — | — | UK13 Silber · (17 Wo.)UK | US186 (3 Wo.)US | Erstveröffentlichung: Oktober 1975                                   |
| 1976 | Love, Life & Feelings              | — | — | — | UK13 Silber · (5 Wo.)UK | US149 (8 Wo.)US | Erstveröffentlichung: Mai 1976                                       |
| 1977 | You Take My Heart Away             | — | — | — | UK34 (5 Wo.)UK | — | Erstveröffentlichung: Juni 1977                                      |
| 1979 | The Magic Is You                   | — | — | — | UK40 (5 Wo.)UK | — | Erstveröffentlichung: Januar 1979                                    |
| 1982 | Love Songs                         | — | — | — | UK48 (5 Wo.)UK | — | Erstveröffentlichung: Juni 1982                                      |
| 1984 | I Am What I Am                     | DE39 (13 Wo.)DE | — | — | UK25 Gold · (18 Wo.)UK | — | Erstveröffentlichung: Oktober 1984 mit dem London Symphony Orchestra |
| 1989 | La Mujer                           | — | — | — | — | — | Erstveröffentlichung: 6. Juni 1989                                   |
| 1991 | Keep the Music Playing             | — | — | — | UK25 (7 Wo.)UK | — | Erstveröffentlichung: 7. Mai 1991                                    |
| 1992 | The Bond Collection                | — | — | — | — | — | Erstveröffentlichung: September 1992                                 |
| 1993 | Sings Songs of Andrew Lloyd Webber | — | — | — | UK34 (5 Wo.)UK | — | Erstveröffentlichung: 22. November 1993                              |
| 1995 | Sings the Movies                   | DE94 (3 Wo.)DE | — | — | UK24 Gold · (9 Wo.)UK | — | Erstveröffentlichung: 30. Oktober 1995                               |
| 1996 | The Show Must Go On                | — | — | — | UK47 Silber · (11 Wo.)UK | — | Erstveröffentlichung: 28. Oktober 1996                               |
| 2007 | Get the Party Started              | — | — | — | UK6 Silber · (5 Wo.)UK | — | Erstveröffentlichung: 25. Juni 2007                                  |
| 2009 | The Performance                    | DE81 (1 Wo.)DE | — | — | UK20 Gold · (8 Wo.)UK | — | Erstveröffentlichung: 9. November 2009                               |
| 2014 | Hello Like Before                  | — | — | — | UK24 (4 Wo.)UK | — | Erstveröffentlichung: 17. November 2014                              |
| 2020 | I Owe It All To You                | DE84 (1 Wo.)DE | — | — | UK5 (7 Wo.)UK | — | Erstveröffentlichung: 6. November 2020                               |

grau schraffiert: keine Chartdaten aus diesem Jahr verfügbar

### Livealben
| Jahr | Titel                         | Höchstplatzierung, Gesamtwochen, AuszeichnungChartplatzierungen (Jahr, Titel, Platzierungen, Wochen, Auszeichnungen, Anmerkungen) | Höchstplatzierung, Gesamtwochen, AuszeichnungChartplatzierungen (Jahr, Titel, Platzierungen, Wochen, Auszeichnungen, Anmerkungen) | Höchstplatzierung, Gesamtwochen, AuszeichnungChartplatzierungen (Jahr, Titel, Platzierungen, Wochen, Auszeichnungen, Anmerkungen) | Höchstplatzierung, Gesamtwochen, AuszeichnungChartplatzierungen (Jahr, Titel, Platzierungen, Wochen, Auszeichnungen, Anmerkungen) | Höchstplatzierung, Gesamtwochen, AuszeichnungChartplatzierungen (Jahr, Titel, Platzierungen, Wochen, Auszeichnungen, Anmerkungen) | Anmerkungen                         |
| Jahr | Titel                         | DE | AT | CH | UK | US | Anmerkungen                         |
| ---- | ----------------------------- | --- | --- | --- | --- | --- | ----------------------------------- |
| 1965 | Shirley Bassey At the Pigalle | — | — | — | UK15 (7 Wo.)UK | — | Erstveröffentlichung: November 1965 |
| 1970 | Live At the Talk of the Town  | — | — | — | UK38 (6 Wo.)UK | — | Erstveröffentlichung: Juni 1970     |
| 1973 | Live At Carnegie Hall         | — | — | — | — | US136 (8 Wo.)US | Erstveröffentlichung: August 1973   |

grau schraffiert: keine Chartdaten aus diesem Jahr verfügbar
Weitere Livealben
- 1974: Live in Japan
- 1978: Live in Japan '77
- 1993: 10,000 Voices
- 1998: The Birthday Concert

### Kompilationen
| Jahr | Titel                               | Höchstplatzierung, Gesamtwochen, AuszeichnungChartplatzierungen (Jahr, Titel, Platzierungen, Wochen, Auszeichnungen, Anmerkungen) | Höchstplatzierung, Gesamtwochen, AuszeichnungChartplatzierungen (Jahr, Titel, Platzierungen, Wochen, Auszeichnungen, Anmerkungen) | Höchstplatzierung, Gesamtwochen, AuszeichnungChartplatzierungen (Jahr, Titel, Platzierungen, Wochen, Auszeichnungen, Anmerkungen) | Höchstplatzierung, Gesamtwochen, AuszeichnungChartplatzierungen (Jahr, Titel, Platzierungen, Wochen, Auszeichnungen, Anmerkungen) | Höchstplatzierung, Gesamtwochen, AuszeichnungChartplatzierungen (Jahr, Titel, Platzierungen, Wochen, Auszeichnungen, Anmerkungen) | Anmerkungen                             |
| Jahr | Titel                               | DE | AT | CH | UK | US | Anmerkungen                             |
| ---- | ----------------------------------- | --- | --- | --- | --- | --- | --------------------------------------- |
| 1968 | Golden Hits of Shirley Bassey       | — | — | — | UK28 (35 Wo.)UK | — | Erstveröffentlichung: 1968              |
| 1971 | It’s Magic                          | — | — | — | UK32 (1 Wo.)UK | — | Erstveröffentlichung: Oktober 1971      |
| 1971 | The Shirley Bassey Collection       | — | — | — | UK37 (1 Wo.)UK | — | Erstveröffentlichung: Dezember 1971     |
| 1975 | The Shirley Bassey Singles Album    | — | — | — | UK2 Gold + Silber · (24 Wo.)UK | — | Erstveröffentlichung: Februar 1975      |
| 1976 | Thoughts of Love                    | — | — | — | UK15 Gold · (8 Wo.)UK | — | Erstveröffentlichung: November 1976     |
| 1978 | 25th Anniversary Album              | — | — | — | UK3 Platin · (12 Wo.)UK | — | Erstveröffentlichung: Oktober 1978      |
| 1992 | The Best of Shirley Bassey          | — | — | — | UK27 (5 Wo.)UK | — | Erstveröffentlichung: 23. November 1992 |
| 2000 | This Is My Life – The Greatest Hits | — | — | — | UK54 Gold · (6 Wo.)UK | — | Erstveröffentlichung: 13. November 2000 |
| 2003 | Thank You For the Years             | — | — | — | UK19 Silber · (4 Wo.)UK | — | Erstveröffentlichung: Mai 2003          |

grau schraffiert: keine Chartdaten aus diesem Jahr verfügbar
Weitere Kompilationen
- 1974: The Very Best of Shirley Bassey (UK: Silber)
- 1975: The Shirley Bassey Collection Vol. II
- 1976: Shirley Bassey (UK: Silber)
- 1979: What I Did for Love
- 1980: This Is My Life - Shirley Bassey's 20 Greatest Hits
- 1988: Diamonds: The Best of Shirley Bassey
- 1994: Bassey – The EMI/UA Years 1959–1979
- 1995: The Best of Shirley Bassey
- 1996: 20 of the Best (UK: Gold)
- 1996: Four Decades of Song
- 1998: The Diamond Collection – Greatest Hits 1958–1998
- 2006: The Complete EMI Columbia Singles Collection
- 2009: Burn My Candle – The Complete Early Years 1956–58
- 2017: The Definitive Collection 1956–62

### Remixalben
| Jahr | Titel                                  | Höchstplatzierung, Gesamtwochen, AuszeichnungChartplatzierungen (Jahr, Titel, Platzierungen, Wochen, Auszeichnungen, Anmerkungen) | Höchstplatzierung, Gesamtwochen, AuszeichnungChartplatzierungen (Jahr, Titel, Platzierungen, Wochen, Auszeichnungen, Anmerkungen) | Höchstplatzierung, Gesamtwochen, AuszeichnungChartplatzierungen (Jahr, Titel, Platzierungen, Wochen, Auszeichnungen, Anmerkungen) | Höchstplatzierung, Gesamtwochen, AuszeichnungChartplatzierungen (Jahr, Titel, Platzierungen, Wochen, Auszeichnungen, Anmerkungen) | Höchstplatzierung, Gesamtwochen, AuszeichnungChartplatzierungen (Jahr, Titel, Platzierungen, Wochen, Auszeichnungen, Anmerkungen) | Anmerkungen                           |
| Jahr | Titel                                  | DE | AT | CH | UK | US | Anmerkungen                           |
| ---- | -------------------------------------- | --- | --- | --- | --- | --- | ------------------------------------- |
| 2000 | Diamonds Are Forever – The Remix Album | DE63 (5 Wo.)DE | — | CH86 (4 Wo.)CH | UK62 (2 Wo.)UK | — | Erstveröffentlichung: 28. August 2000 |

## Singles
| Jahr | Titel Album                                                              | Höchstplatzierung, Gesamtwochen, AuszeichnungChartplatzierungen (Jahr, Titel, Album, Platzierungen, Wochen, Auszeichnungen, Anmerkungen) | Höchstplatzierung, Gesamtwochen, AuszeichnungChartplatzierungen (Jahr, Titel, Album, Platzierungen, Wochen, Auszeichnungen, Anmerkungen) | Höchstplatzierung, Gesamtwochen, AuszeichnungChartplatzierungen (Jahr, Titel, Album, Platzierungen, Wochen, Auszeichnungen, Anmerkungen) | Höchstplatzierung, Gesamtwochen, AuszeichnungChartplatzierungen (Jahr, Titel, Album, Platzierungen, Wochen, Auszeichnungen, Anmerkungen) | Höchstplatzierung, Gesamtwochen, AuszeichnungChartplatzierungen (Jahr, Titel, Album, Platzierungen, Wochen, Auszeichnungen, Anmerkungen) | Anmerkungen |
| Jahr | Titel Album                                                              | DE | AT | CH | UK | US | Anmerkungen |
| ---- | ------------------------------------------------------------------------ | --- | --- | --- | --- | --- | --- |
| 1957 | The Banana Boat Song –                                                   | — | — | — | UK8 (10 Wo.)UK | — | Erstveröffentlichung: 1957                                                                                          |
| 1957 | Fire Down Below –                                                        | — | — | — | UK30 (1 Wo.)UK | — | Erstveröffentlichung: 1957                                                                                          |
| 1957 | You You Romeo –                                                          | — | — | — | UK29 (3 Wo.)UK | — | Erstveröffentlichung: 1957                                                                                          |
| 1958 | As I Love You –                                                          | — | — | — | UK1 (19 Wo.)UK | — | Erstveröffentlichung: 1958                                                                                          |
| 1959 | Kiss Me Honey Honey Kiss Me The Bewitching Miss Bassey                   | — | — | — | UK3 (17 Wo.)UK | — | Erstveröffentlichung: 1959                                                                                          |
| 1960 | With These Hands –                                                       | — | — | — | UK38 (6 Wo.)UK | — | Erstveröffentlichung: 1960                                                                                          |
| 1960 | As Long as He Needs Me –                                                 | — | — | — | UK2 (30 Wo.)UK | — | Erstveröffentlichung: 1960                                                                                          |
| 1961 | You’ll Never Know –                                                      | — | — | — | UK6 (17 Wo.)UK | — | Erstveröffentlichung: 1961                                                                                          |
| 1961 | Reach for the Stars –                                                    | — | — | — | UK1 (18 Wo.)UK | — | Erstveröffentlichung: 1961 Komposition von Udo Jürgens                                                              |
| 1961 | I’ll Get By –                                                            | — | — | — | UK10 (8 Wo.)UK | — | Erstveröffentlichung: 1961                                                                                          |
| 1962 | Tonight –                                                                | — | — | — | UK21 (8 Wo.)UK | — | Erstveröffentlichung: 1962                                                                                          |
| 1962 | Ave Maria –                                                              | — | — | — | UK31 (4 Wo.)UK | — | Erstveröffentlichung: 1962                                                                                          |
| 1962 | Far Away –                                                               | — | — | — | UK24 (13 Wo.)UK | — | Erstveröffentlichung: 1962                                                                                          |
| 1962 | What Now My Love? Let's Face the Music                                   | — | — | — | UK5 (17 Wo.)UK | — | Erstveröffentlichung: 1962                                                                                          |
| 1963 | What Kind of Fool Am I –                                                 | — | — | — | UK47 (2 Wo.)UK | — | Erstveröffentlichung: 1963                                                                                          |
| 1963 | I (Who Have Nothing) –                                                   | — | — | — | UK6 (20 Wo.)UK | — | Erstveröffentlichung: 1963                                                                                          |
| 1964 | My Special Dream –                                                       | — | — | — | UK32 (7 Wo.)UK | — | Erstveröffentlichung: 1964                                                                                          |
| 1964 | Gone –                                                                   | — | — | — | UK36 (5 Wo.)UK | — | Erstveröffentlichung: 1964                                                                                          |
| 1965 | Goldfinger James Bond 007 – Goldfinger (Soundtrack)                      | DE8 (14 Wo.)DE | AT7 (4 Wo.)AT | — | UK21 (9 Wo.)UK | US8 (13 Wo.)US | Erstveröffentlichung: 1965                                                                                          |
| 1965 | No Regrets –                                                             | — | — | — | UK39 (4 Wo.)UK | — | Erstveröffentlichung: 1965                                                                                          |
| 1967 | Big Spender And We Were Lovers                                           | — | — | — | UK21 (5 Wo.)UK | — | Erstveröffentlichung: 1967                                                                                          |
| 1970 | Something                                                                | DE40 (2 Wo.)DE | AT19 (4 Wo.)AT | — | UK4 (22 Wo.)UK | US55 (9 Wo.)US | Erstveröffentlichung: 1970                                                                                          |
| 1971 | The Fool on the Hill –                                                   | — | — | — | UK48 (1 Wo.)UK | — | Erstveröffentlichung: 1971                                                                                          |
| 1971 | (Where Do I Begin) Love Story Something Else                             | — | — | — | UK34 (9 Wo.)UK | — | Erstveröffentlichung: 1971                                                                                          |
| 1971 | For All We Know –                                                        | — | — | — | UK6 (24 Wo.)UK | — | Erstveröffentlichung: 1971                                                                                          |
| 1972 | Diamonds Are Forever James Bond 007 – Diamantenfieber (Soundtrack)       | — | — | — | UK38 (6 Wo.)UK | US57 (9 Wo.)US | Erstveröffentlichung: 1972                                                                                          |
| 1973 | Never, Never, Never (Grande, Grande, Grande) Never, Never, Never         | DE48 (1 Wo.)DE | — | — | UK8 (19 Wo.)UK | US48 (11 Wo.)US | Erstveröffentlichung: 1973                                                                                          |
| 1984 | Sometimes –                                                              | — | — | — | UK86 (4 Wo.)UK | — | Erstveröffentlichung: 1984                                                                                          |
| 1986 | Do All the Man I’ve Loved Before –                                       | — | — | — | UK86 (4 Wo.)UK | — | Erstveröffentlichung: 1986                                                                                          |
| 1987 | The Rhythm Divine One Second                                             | DE47 (5 Wo.)DE | AT19 (2 Wo.)AT | CH21 (4 Wo.)CH | UK54 (4 Wo.)UK | — | Erstveröffentlichung: 19. Juli 1987 mit Yello                                                                       |
| 1997 | History Repeating Decksandrumsandrockandroll                             | DE65 (9 Wo.)DE | — | — | — | — | Erstveröffentlichung: Dezember 1997 Propellerheads feat. Shirley Bassey                                             |
| 1999 | World In Union Land of My Fathers                                        | — | — | — | UK35 (3 Wo.)UK | — | Erstveröffentlichung: 11. Oktober 1999; mit Bryn Terfel offizieller Song für die Rugby-Union-Weltmeisterschaft 1999 |
| 2000 | Where Do I Begin (awayTEAM Remix) Diamonds Are Forever – The Remix Album | — | — | — | UK100 (1 Wo.)UK | — | Erstveröffentlichung: 2000                                                                                          |
| 2007 | The Living Tree Get the Party Started                                    | — | — | — | UK37 (2 Wo.)UK | — | Erstveröffentlichung: 27. April 2007                                                                                |
| 2007 | Get the Party Started                                                    | — | — | — | UK47 (2 Wo.)UK | — | Erstveröffentlichung: 23. Juli 2007                                                                                 |

grau schraffiert: keine Chartdaten aus diesem Jahr verfügbar

## Statistik

### Chartauswertung
|                     | DE    | AT    | CH    | UK     | US     |
| ------------------- | ----- | ----- | ----- | ------ | ------ |
| Nummer-eins-Alben   | DE—DE | AT—AT | CH—CH | UK—UK  | US—US  |
| Top-10-Alben        | DE—DE | AT—AT | CH—CH | UK7UK  | US—US  |
| Alben in den Charts | DE4DE | AT—AT | CH1CH | UK39UK | US10US |

|                       | DE    | AT    | CH    | UK     | US    |
| --------------------- | ----- | ----- | ----- | ------ | ----- |
| Nummer-eins-Singles   | DE—DE | AT—AT | CH—CH | UK2UK  | US—US |
| Top-10-Singles        | DE1DE | AT1AT | CH—CH | UK12UK | US1US |
| Singles in den Charts | DE5DE | AT3AT | CH1CH | UK34UK | US4US |

### Auszeichnungen für Musikverkäufe
Anmerkung: Auszeichnungen in Ländern aus den Charttabellen bzw. Chartboxen sind in ebendiesen zu finden.
| Land/RegionAuszeichnungen für Musikverkäufe (Land/Region, Auszeichnungen, Verkäufe, Quellen) | Silber       | Gold     | Platin  | Verkäufe  | Quellen   |
| -------------------------------------------------------------------------------------------- | ------------ | -------- | ------- | --------- | --------- |
| Vereinigtes Königreich (BPI)                                                                 | 10× Silber10 | 7× Gold7 | Platin1 | 1.720.000 | bpi.co.uk |
| Insgesamt                                                                                    | 10× Silber10 | 7× Gold7 | Platin1 |           |           |